# Austrarchaea davidi
Espèce
Austrarchaea davidi est une espèce d'araignées aranéomorphes de la famille des Archaeidae.

## Distribution
Cette espèce est endémique du Queensland en Australie. Elle se rencontre dans les parcs nationaux du Woondum et du Goomboorian.

## Description
Le mâle holotype mesure 2,09 mm et la femelle paratype 2,67 mm.

## Systématique et taxinomie
Cette espèce a été décrite par Rix en 2022.

## Étymologie
Cette espèce est nommée en l'honneur de David Rix, le fils de Michael Gordon Rix.

## Publication originale
- Rix, Wilmer & Harvey, 2022: « Rainforest pelican spiders (Archaeidae: Austrarchaea) of south-eastern Queensland, Australia: two new species and a distributional reassessment of regional endemic clades. » Journal of Arachnology, vol. 50, no 2, p. 231-249.